# Fazenda Rio Grande
Fazenda Rio Grande is een gemeente in de Braziliaanse deelstaat Paraná. De gemeente telt 80.868 inwoners (schatting 2009).

## Aangrenzende gemeenten
De gemeente grenst aan Araucária, Curitiba, Mandirituba en São José dos Pinhais.